# Fria (Guinea)
Fria oder Kimbo ist der Hauptort der Präfektur Fria in der Region Boké in Guinea. Die Stadt ist das Zentrum der guineischen Bauxit- und Tonerdeindustrie. Die Stadt gruppiert sich um die Tonerdefabrik herum. Fria ist mit Conakry über eine 1000-mm-Bahnstrecke verbunden, die allerdings ausschließlich für den Gütertransport dient. Im Süden der Stadt befindet sich ein kleiner Flughafen und der Fluss Konkouré.

## Söhne und Töchter der Stadt
- Rainatou Sow (* 1983), Sozialunternehmerin
- Dede Camara (* 1991), Schwimmerin
- Makoura Keita (* 1994), Sprinterin
- Momo Yansané (* 1997), Fußballspieler